# Caroline Amiguet
Caroline Amiguet (París, 23 de mayo de 1977) es una actriz, productora de cine y modelo francesa, conocida por sus papeles en las películas Love All You Have Left (2017), Angels Fallen (2020) y Everybody Dies by the End (2022), y por producir el cortometraje Daisy Belle (2018). Ha sido nominada a mejor actriz en el GI Film Festival San Diego en 2017 y en el Oceanside International Film Festival en 2022. Fue coronada Miss Suisse Romande en 1997.

## Vida y carrera
Amiguet nació en París, Francia, creció en Vaud, Suiza y fue coronada Miss Suisse Romande en 1997. Se mudó a San Diego en 2003, se casó con Matt Sivertson en 2008, y se instaló en Pacific Beach alrededor de 2010.
En 2016, Amiguet filmó un vídeo turístico en Vaud titulado Pure Inspiration. En 2017, produjo la película Love All You Have Left, escrita y dirigida por su marido. La historia estuvo influenciada por su visita a la Casa de Ana Frank. La película, que coprotagonizó con Sara Wolfkind, fue filmada íntegramente en su casa de Pacific Beach por William Wall.
En 2019, Amiguet trabajó con Brand USA en un vídeo de turismo en Sioux Falls, Dakota del Sur. En 2022 dirigió una obra de teatro llamada 2 Weeks with Ma Mère rn San Diego Mesa College, que escribió inspirada por una visita de su madre. Ese mismo año protagonizó el falso documental de metraje encontrado Everybody Dies by the End, que se realizó durante la Pandemia de COVID-19.

## Filmografía
| Año  | Título                            | Actriz | Productora | Papel                         | Notas               |
| ---- | --------------------------------- | ------ | ---------- | ----------------------------- | ------------------- |
| 2008 | 2012: Doomsday                    | Sí     | No         | Dra. Trish Lane               | [ 12 ]              |
| 2009 | El americano                      | Sí     | No         | Oficial Pérez                 | Cortometraje        |
| 2011 | Just Desserts                     | Sí     | Ejecutiva  | Valentine Fornier             | Cortometraje        |
| 2012 | Lucy                              | Sí     | No         | Madre                         | Cortometraje        |
| 2016 | Pure Inspiration                  | No     | Ejecutiva  | Ella misma                    | [ 8 ]               |
| 2017 | Caravaggio and My Mother the Pope | Sí     | No         | Caterina Sforza               | [ 15 ]              |
| 2017 | Daydream Hotel                    | Sí     | Sí         | Grace Taylor                  | [ 16 ]              |
| 2017 | Refuge                            | Sí     | No         | Carla Petit                   | Cortometraje        |
| 2017 | Love All You Have Left            | Sí     | Ejecutiva  | Juliette Forster              | [ 1 ] [ 10 ] [ 12 ] |
| 2018 | Daisy Belle                       | No     | Ejecutiva  |                               |                     |
| 2018 | Demon Protocol                    | Sí     | No         | Anna Wilson                   | [ 12 ] [ 16 ]       |
| 2019 | Poverty of Will                   | Sí     | No         | Cadence Kersberg              | Cortometraje        |
| 2019 | The Art of Self-Defense           | Sí     | No         | Instructora de audio francesa | Voz                 |
| 2019 | Old Aquatics                      | Sí     | Ejecutiva  | Edie Bowprey                  | Cortometraje        |
| 2020 | Angels Fallen                     | Sí     | No         | Valentina                     | [ 3 ] [ 16 ]        |
| 2021 | Angel Mountain                    | Sí     | No         | Agnes                         | [ 16 ]              |
| 2021 | Immortal Game                     | Sí     | No         | Ema                           | Cortometraje        |
| 2022 | Everybody Dies by the End         | Sí     | No         | Laura                         | [ 1 ] [ 16 ]        |
| 2022 | The Gools                         | Sí     | No         | Big Hungry One                | Voz                 |
| 2023 | Riley                             | Sí     | No         | Madame Dupont                 |                     |
| 2024 | Murder and Cocktails              | Sí     | No         | Maizie                        | [ 13 ]              |